# Calopteron reticulatum
Calopteron reticulatum är en skalbaggsart som först beskrevs av Fabricius 1775.  Calopteron reticulatum ingår i släktet Calopteron och familjen rödvingebaggar. Inga underarter finns listade i Catalogue of Life.

## Bildgalleri

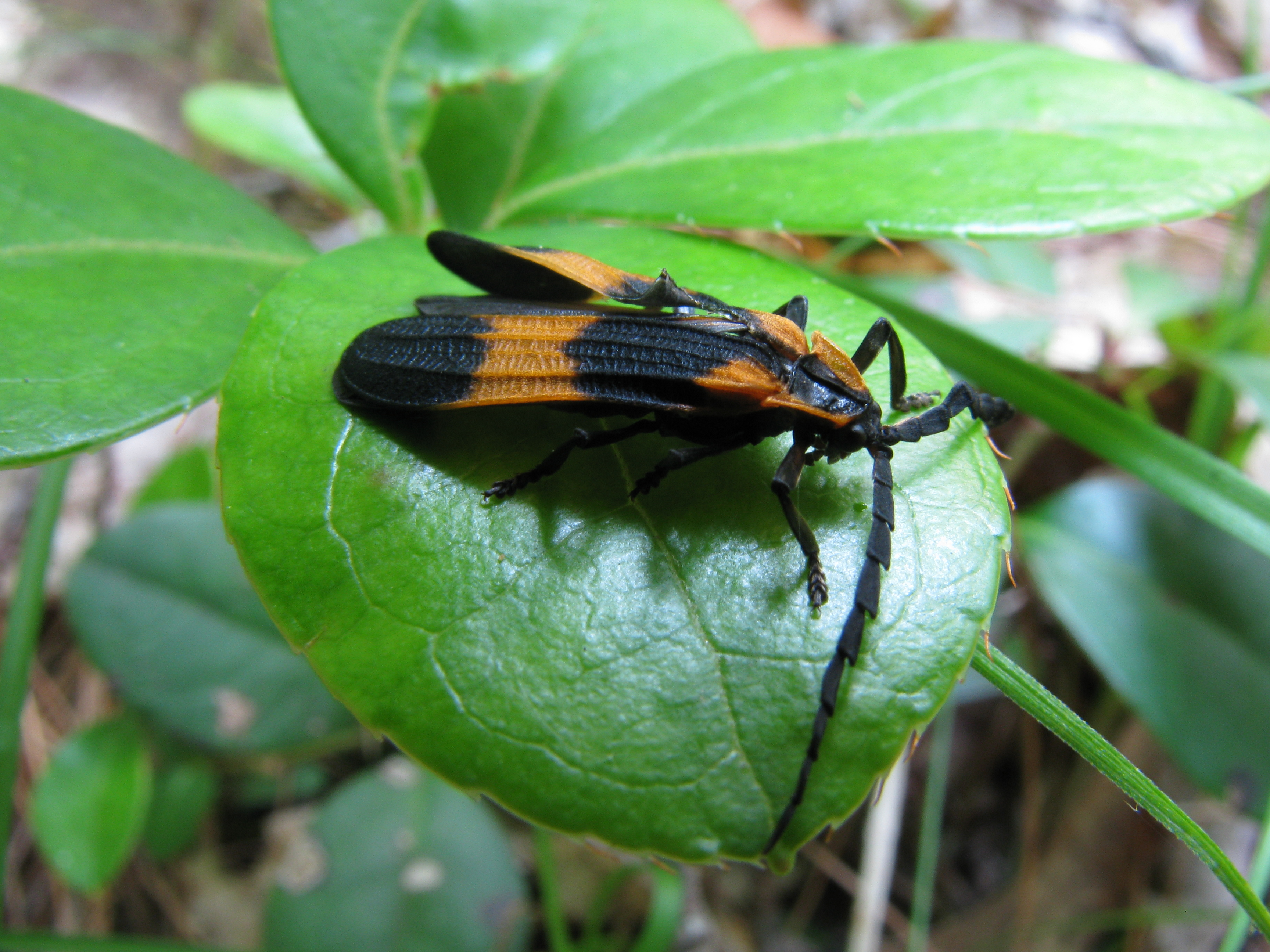